# شيوة الشرقية
قرية شيوة الشرقية هي إحدى القرى التابعة لمركز أجا في محافظة الدقهلية في جمهورية مصر العربية. حسب إحصاءات سنة 2006، بلغ إجمالي السكان في شيوة الشرقية 3311 نسمة، منهم 1684 رجل و1627 امرأة.

## التاريخ
قرية شيوة الشرقية من القرى القديمة، حيث وردت باسم «شيوة بنا» في أعمال المرتاحية ضمن قرى الروك الصلاحي التي أحصاها ابن مماتي في كتاب قوانين الدواوين، كما وردت باسم «شيوة بنا» في أعمال الدقهلية والمرتاحية ضمن قرى الروك الناصري التي أحصاها ابن الجيعان في كتاب «التحفة السنية بأسماء البلاد المصرية». وفي العصر العثماني وردت باسم «شيوة بنا» في التربيع العثماني الذي أجراه الوالي العثماني سليمان باشا الخادم في عصر السلطان العثماني سليمان القانوني ضمن قرى ولاية الدقهلية، وفي تاريخ 1228هـ/1813م الذي عدّ قرى مصر بعد المسح الذي قام به محمد علي باشا باسم «شيوة» ضمن قرى مديرية الدقهلية. انقسمت قرية شيوة لاحقًا إلى شيوة الشرقية وشيوة الغربية.